# Nová Ves nad Váhom
 Nová Ves nad Váhom  je obec na Slovensku v okrese Nové Mesto nad Váhom.  Žije zde 548 obyvatel.

## Poloha
Obec leží asi 6 km východně od Nového Města nad Váhom, na levém břehu Váhu.

## Historie
První písemná zmínka o obci pochází z roku 1419.

## Památky
Nejvýznamnější památkou v obci je raně gotický katolický kostel sv. Martina s věží ze 13. století.